# Craspedosis semiplaga
Craspedosis semiplaga là một loài bướm đêm trong họ Geometridae.